# بیست و هشت هزار
بیست و هشت هزار (به انگلیسی: Twenty8k) فیلمی محصول سال ۲۰۱۲ و به کارگردانی دیوید کیو و نیل تامپسون است. در این فیلم بازیگرانی همچون پارمیندر ناگرا، یوناس آرمسترانگ، نیکلا برلی، کایا اسکودلاریو، مایکل سوشا، کیرستون وارینگ، استیون دیلین و ناتالی امانوئل ایفای نقش کرده‌اند.